# Propaganda antibolchevique
La propaganda anti-bolchevique fue creada en oposición a los acontecimientos en la escena política rusa. Los bolcheviques eran miembros de un ala del Partido Laborista Socialdemócrata Ruso que llegó al poder durante la fase de Revolución de Octubre de la Revolución Rusa en 1917. La palabra "bolchevique" (большевик) significa "uno de la mayoría" en ruso y es derivado de la palabra "большинство" (transcripción: bol'shinstvo, ver también Romanización del ruso) que significa "mayoría" en español. El grupo fue fundado en el 2º Congreso del Partido Laborista Socialdemócrata ruso cuando los seguidores de Vladimir Lenin obtuvieron la mayoría en el comité central del partido y en la junta editorial del periódico Iskra . Sus oponentes eran los mencheviques, cuyo nombre significa literalmente "Los de la minoría" y se deriva de la palabra меньшинство ("menhinstvo", inglés: minoría). 
El 7 de noviembre de 1917, la República Socialista Federativa Soviética de Rusia (SFSR o RSFSR; ruso: Российская Советская Федеративная Социалистическая Республика, transliteración: Rossiyskaya Sovetskaya Fedepivialkaya fue un evento conmemorativo. Los bolcheviques cambiaron su nombre a Partido Comunista Ruso (bolcheviques) en marzo de 1918; al Partido Comunista de Toda la Unión (bolcheviques) en diciembre de 1925; y al Partido Comunista de la Unión Soviética en octubre de 1952.

## Propaganda antibolchevique en Polonia
La propaganda polaca antibolchevique circulaba más activamente durante la guerra polaco-soviética. En 1918, Polonia recuperó su condición de estado por primera vez desde 1795, el año de la Tercera Partición de Polonia entre Prusia, Rusia y Austria-Hungría. El nuevo territorio polaco incluía tierras de todos los imperios desmembrados (ver Segunda República Polaca ). El primer gobernante independiente de Polonia desde el final del siglo XVIII, el Estado Jefe de Estado y Comandante en Jefe de la República fue Józef Pilsudski . La guerra comenzó como un conflicto sobre las fronteras de Polonia. 
Los soviéticos distribuyeron sus propios materiales de propaganda entre los soldados y civiles polacos, instándolos a unirse a la lucha por la liberación de los trabajadores y contra sus opresores y burgueses. Cartas y llamamientos retrataban a la Rusia soviética como una utopía obrera, donde el trabajador tiene el poder más alto del país.
También hubo movimientos activos pro-bolcheviques en Polonia. El actor principal fue el Partido Comunista de Polonia, fundado en diciembre de 1918 y se opuso a la guerra con los bolcheviques. El Partido Comunista de Polonia organizó consejos de soldados (llamados soviets ) y participó en la propaganda antipolaca en circulación. 

### Carteles de propaganda
A principios del siglo XX, los carteles eran una forma popular de comunicación. Los carteles eran relativamente eficientes, ya que transmitían el mensaje en forma abreviada y podían llegar fácilmente a una gran parte de la población. Se colgaron carteles en paredes, árboles, en escaparates y se exhibieron durante las manifestaciones. 
Las organizaciones responsables del diseño y la circulación de los carteles fueron el Komitet Obrony Kresów Wschodnich (en español: Comité para la Protección de las Tierras Fronterizas del Este) y Straż Kresowa (en español: Guardia de Fronteras). Otros órganos fueron la Oficina de Propaganda en el Presidium del Consejo de Ministros (en polaco: Biuro Propagandy Wewnętrznej przy prezydium Rady Ministrów), Sección de Propaganda Civil del Comité para la Protección del Estado (en polaco: Sekcja Propagandy Obywatelskiego Komitetu Obrony Państwa y el Comité Central de Propaganda (Polaco: Centralny Komitet Propaganda), dirigido por artistas. 
Con el propósito de la propaganda antibolchevique durante la guerra, artistas polacos crearon carteles. Algunos de los autores fueron Felicjan Kowarski, Władysław Skoczylas, Edmund Bartłomiejczyk, Kajetan Stefanowicz, Władysław Jarocki, Zygmunt Kamiński, Edmund John, Kamil Mackiewicz, Stanisław Stawiczewski, Witold Gordon y Aleksbows. Algunos de los carteles son anónimos. La mayor cantidad de carteles, diseñados por Felicjan Szczęsny-Kowarski, Witold Gordon y Edmund John, fueron publicados por " Litografia Artystyczna Władysław Górczewski". Otros editores incluyen imprentas privadas, como "Zakład Graficzny Bolesław Wirtz", "Zakładw Grazny Grazwicz", "Zakład Graficzny B.Wierzbicki i S-ka", "Zakłady Graficzne Koziańskich" y "Jan Cotty".

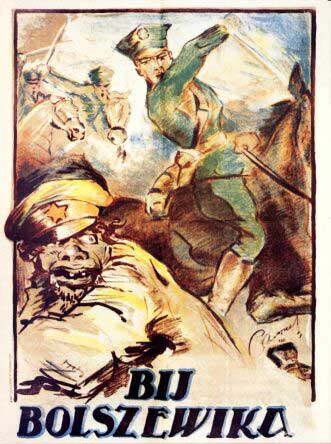
El cartel dice "¡Vence al bolchevique!" (en polaco: "Bij Bolszewika")

#### Estilo
A diferencia de los carteles soviéticos de vanguardia, los carteles polacos se caracterizan por referencias al romanticismo, el impresionismo, el simbolismo, la pintura histórica realista y la joven Polonia. Suelen utilizar caricaturas.

#### Temas
- Antisemitismo: durante la guerra polaco-soviética, algunas personas creían que los judíos eran responsables de la Revolución de Octubre, o incluso que el movimiento bolchevique era un efecto de una conspiración judía. Esto condujo a la formación del estereotipo del judío comunista, perteneciente a lo que se llama peyorativamente Żydokomuna, en español «judeo-comunismo»; ver también Judeo-bolchevismo.
- Visión de Polonia bajo el dominio soviético: Polonia bajo el soviet fue retratada como una distopía: se caracterizó por la destrucción, el fuego, la pobreza y el hambre.[3]
- Religión: los autores se han referido a las creencias religiosas de los polacos, que en gran medida eran católicos. Los bolcheviques fueron presentados como enemigos de la Iglesia católica. El cartel «Do broni! Tak wygląda wieś zajęta przez bolszewików», en español «¡A las armas! ¡Así es como se ve una aldea conquistada por los bolcheviques!» de Eugeniusz Nieczuja-Urbański, presenta una aldea destruida, donde lo único que queda intacto, parte del templo demolido, es una cruz con Jesucristo. Otra, «Kto w Boga wierzy - w Obronie Ostrobramskiej, pod sztandar Orła i Pogoni», en español «Quien cree en Dios, debe proteger a Nuestra Señora de la Puerta del Amanecer, bajo el Bandera del Águila y Pahonia», insta a los polacos religiosos a proteger su tierra natal. También se sugiere que, debido a la monstruosidad de los bolcheviques, uno debe confiar su destino a la Providencia para luchar con éxito contra el enemigo. El conflicto es presentado como una lucha entre cristianos y no cristianos, o anticristianos.[2]
- Animalización, deshumanización y demonización de los bolcheviques: el soldado bolchevique es retratado como un bárbaro, una persona incivilizada, salvaje y primitiva. Sus caras están retratadas caricaturalmente, con rasgos desproporcionados. Los bolcheviques son representados como criaturas crueles y demoníacas o monstruosas. El color rojo domina en las imágenes, ya que se asoció con el comunismo. Los enemigos a menudo están rodeados de sangre: goteando de un cuchillo ─por ejemplo sostenido con dientes─, en las manos o de pie en un río de sangre.

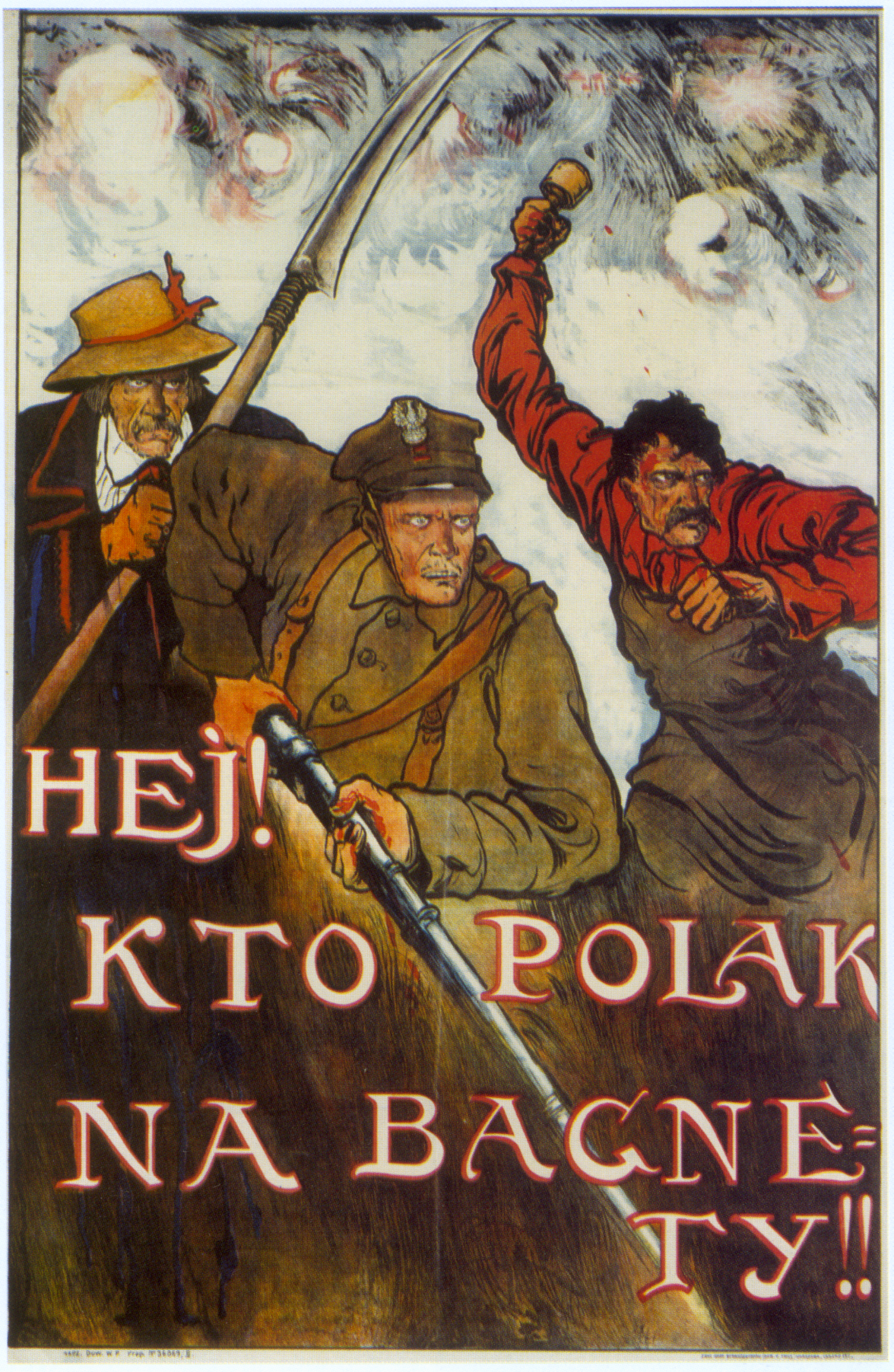
"¡Hej, kto Polak, na bagnety!"

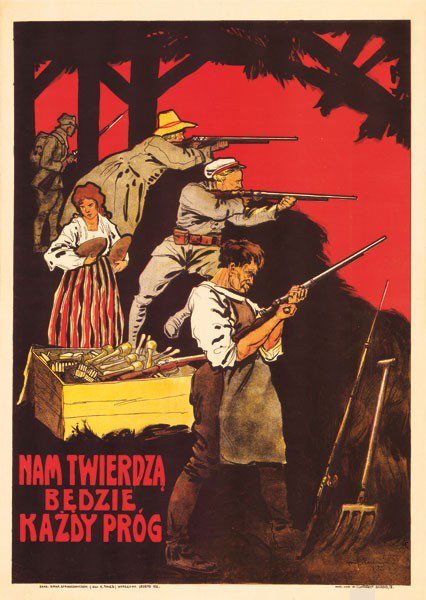
"Nam twierdzą będzie każdy próg". español: Cada alféizar será una fortaleza.

#### Ejemplos notables

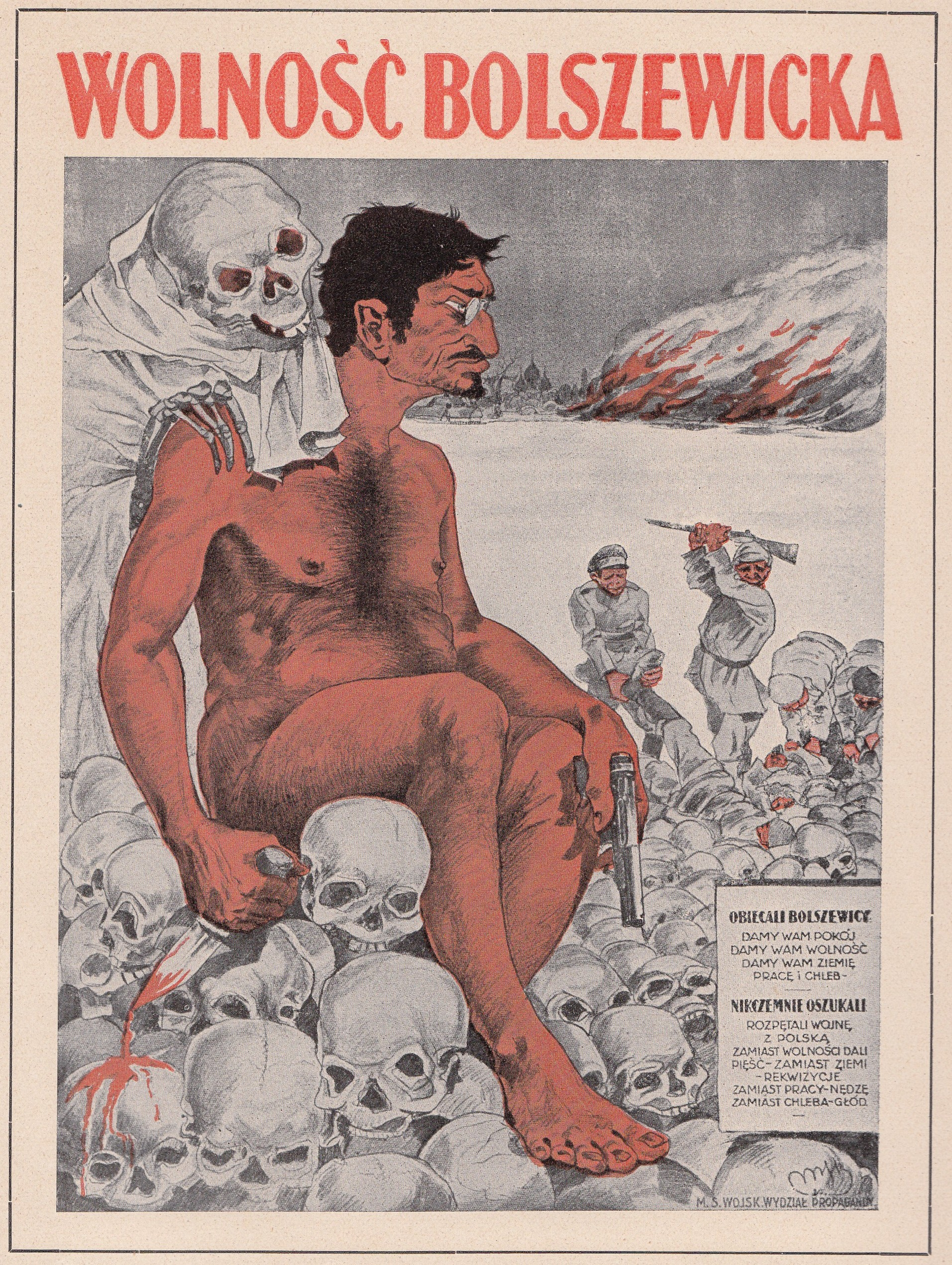
Un cartel que representa a León Trotski. Un pequeño subtítulo en la esquina inferior derecha dice: Los bolcheviques prometieron: Te daremos paz, Te daremos libertad, Te daremos tierra, Trabajo y pan. Despreciablemente, hicieron trampa; Empezaron una guerra con Polonia En lugar de libertad, trajeron El puño En lugar de confiscación de tierras, En lugar de trabajo - miseria, En lugar de pan - hambre.

- El cartel "Hej, kto Polak, na bagnety!" (Español: "¡Oye, quien sea un polaco, a tu bayoneta!"). La cita proviene del poema patriótico polaco e himno de celebración, "Rota" escrito por la poeta y activista por la independencia polaca Maria Konopnicka. El póster presenta a tres hombres, aparentemente pertenecientes a diferentes grupos sociales, pero unidos en la lucha.
- El cartel "Bij Bolszewika" (en español: "Beat the Bolhevik!") Retrata a un soldado polaco que lucha contra un dragón rojo de tres cabezas que simboliza al enemigo.
- El cartel "Do broni. Wstępujcie do Armji Ochotniczej!" (español: "¡A las armas! ¡Únete al ejército voluntario!"), Donde el enemigo bolchevique es retratado como un dragón de tres cabezas, respirando fuego. Luchar contra la hidra es un soldado polaco.
- El cartel "Potwór Bolszewicki" (en español: "El monstruo bolchevique"), donde se presenta al enemigo un esqueleto montado en un caballo de dos cabezas con cabezas de Vladimir Lenin y León Trotski.

#### Uso contemporáneo
Actualmente, se exhiben 41 carteles antibolcheviques en el Museo de la Independencia de Varsovia.

## Propaganda antibolchevique en el Tercer Reich

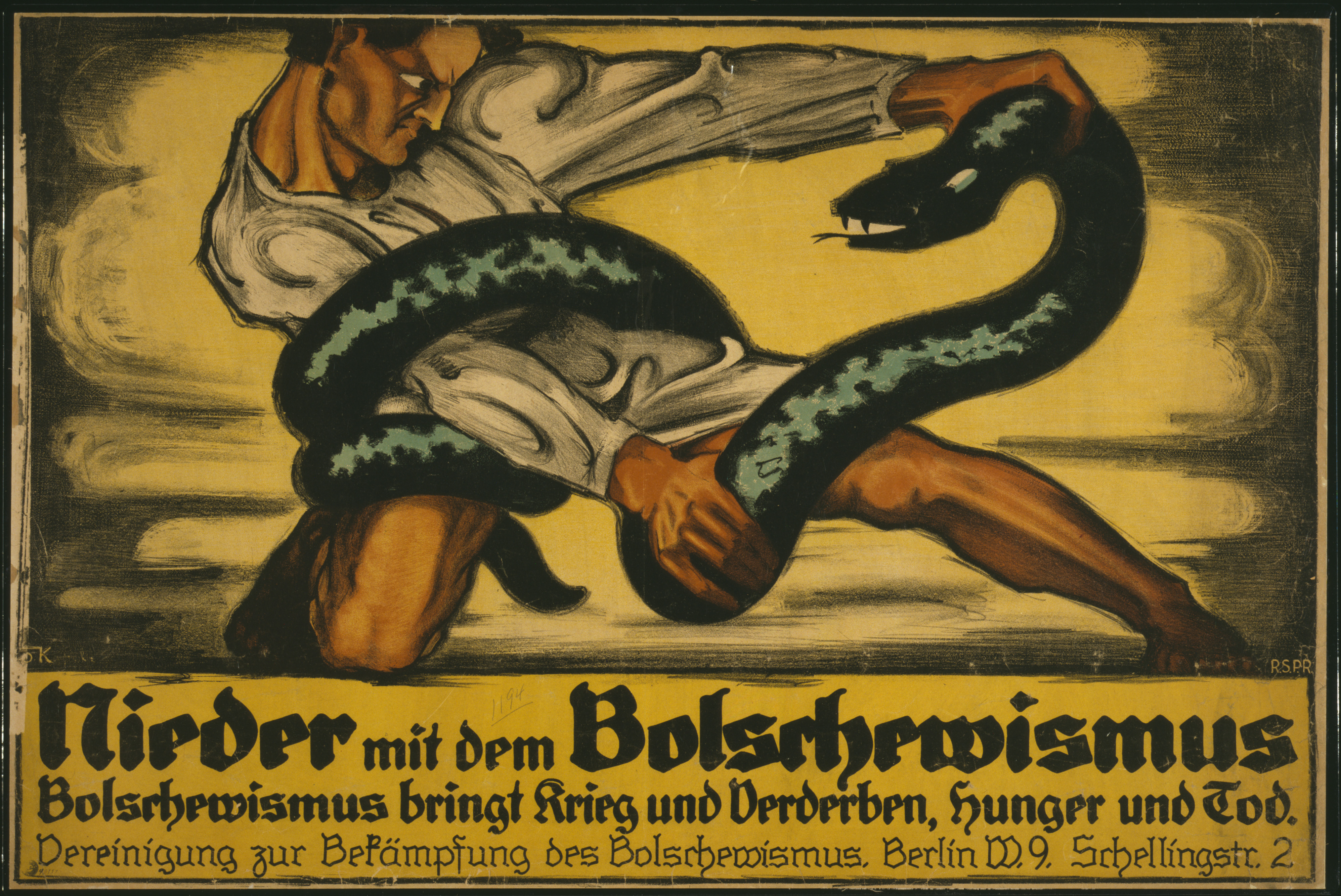
Un ejemplo de un cartel alemán anti-bolchevique. El cartel dice "¡Abajo el bolchevismo! El bolchevismo trae guerra, perdición, hambre y muerte". (en alemán: "Nieder mit dem bolchewismus. Bolchewismus bringt Krieg und Verderben, Hunger und Tod")

La propaganda antibolchevique y anticomunista en Alemania fue creada y distribuida por la Liga Antibolchevique (en alemán: Antibolschewistische Liga), luego renombrada como Liga para la Protección de la Cultura Alemana (en alemán: Liga zum Schutze der deutschen Kultur). La Liga Antibolchevique fue una organización radical de derecha, fundada en diciembre de 1918 por Eduard Stadtler.

## Propaganda antibolchevique en Rusia

### Postales
Las postales antibolcheviques fueron distribuidas por el Ejército Voluntario (en ruso: Добровольческая армия; transcripción: Dobrovolcheskaya armiya). El Ejército Voluntario Blanco fue un ejército en el sur de Rusia durante la Guerra Civil Rusa que luchó contra los bolcheviques. Cabe señalar que la Oficina de Propaganda del Ejército Voluntario produjo menos postales que el gobierno bolchevique. Según el investigador Tobie Mathew, las tarjetas antibolcheviques se encuentran entre las más escasas de todas las postales rusas por dos razones: en primer lugar, eran políticamente incorrectas en la Unión Soviética y, en segundo lugar, solo se emitió un pequeño número de tarjetas para empezar con. Cabe señalar que los bolcheviques tuvieron mucho más éxito en la impresión de sus materiales de propaganda, ya que el control sobre los medios impresos fue considerado de alta prioridad por Lenin. Después de 1917, los bolcheviques se hicieron cargo de muchas imprentas de propiedad privada en toda Rusia. 
En general, se preferían las postales y los carteles, ya que una parte de la población rusa era analfabeta, lo que hacía que los libros y folletos fueran menos efectivos. Los principales editores de la propaganda bolchevique fueron Litizdat y Gosizdat (ruso: Госиздат, español: Editor Estatal) . Dado que muchos rusos con simpatías antibolcheviques habían huido del país o estaban intentando hacerlo, y el Ejército Blanco estaba cambiando constantemente su ubicación, la mayoría de las postales se imprimieron en las tierras fronterizas del norte y sudoeste del antiguo Imperio ruso, particularmente en Finlandia y los Estados bálticos, y bajo el gobierno pro-alemán en Ucrania en 1918. Por razones de seguridad, las postales generalmente se transportaban en trenes y se distribuían a mano. 